# Deltote videns
Deltote videns is een vlinder van de familie van de uilen (Noctuidae). De wetenschappelijke naam van deze soort is voor het eerst voorgesteld als Eustrotia videns door Emilio Berio in een publicatie uit 1963.
De soort komt voor in Oeganda.